# Tsjikoeratsjki
De Tsjikoeratsjki (Russisch: Чикурачки) is een vulkaan op het eiland Paramoesjir dat deel uitmaakt van de noordelijke Koerilen. Het eiland behoort thans tot Rusland, maar in het verleden tot Japan. De 1816 meter hoge stratovulkaan kende de laatste historische uitbarsting in 1986. Deze zware uitbarsting duurde drie weken en ging gepaard met lahars.

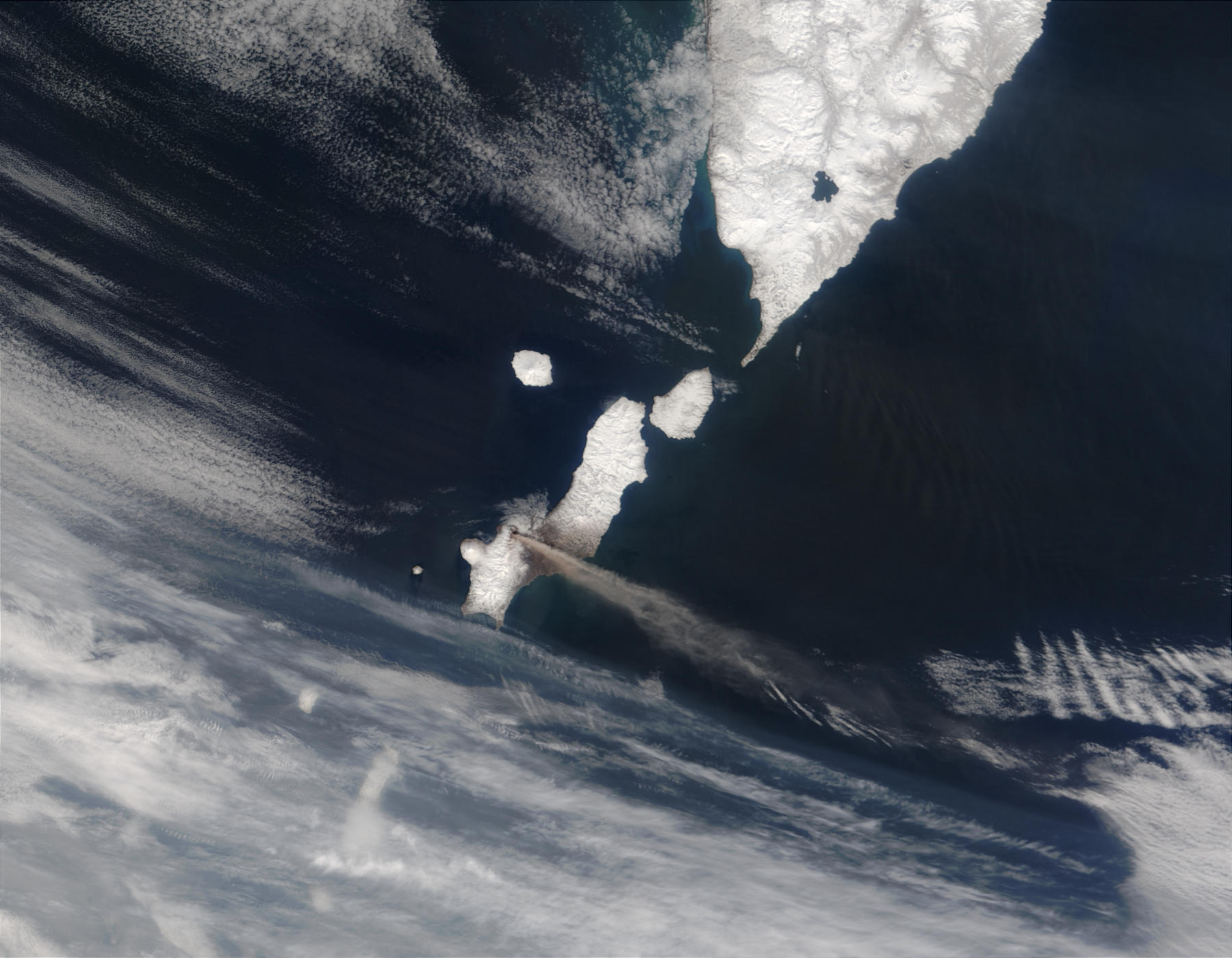
Uitbarsting van de vulkaan op 13 mei 2003